# Ananda (bouddhisme)
« Ananda » redirige ici. Pour les autres significations, voir Ananda (homonymie).
 (novembre 2016).
Si vous disposez d'ouvrages ou d'articles de référence ou si vous connaissez des sites web de qualité traitant du thème abordé ici, merci de compléter l'article en donnant les références utiles à sa vérifiabilité et en les liant à la section « Notes et références ».
Ananda (sanskrit : आनन्द, IAST : Ānanda, lit. « Félicité », translittération en chinois : 阿難 ; pinyin : ānán ;  tibétain : ཀུན་དགའ་བོ་, Wylie : kun dga' bo, THL : Küngawo), était le cousin et l’un des dix principaux disciples du Bouddha dont il fut l’assistant personnel pendant vingt-cinq ans. À ce titre, il est celui qui recueillit le plus de paroles de Gautama, et fut requis à sa mort pour réciter le Sutta Pitaka afin que le souvenir ne s’en perde pas. L'étymologie légendaire du terme sutra (pali : sutta) le fait dériver de l’entrée en matière de ce type de texte : evam me sutam (ainsi ai-je entendu), qui daterait de la récitation d'Ananda. 
La tradition le décrit comme un moine de haut niveau intellectuel et spirituel, mais dérogeant parfois aux règles ou prenant des initiatives contestées (comme celle de persuader le Bouddha d’autoriser l’entrée des femmes dans les ordres), et cependant toujours sympathique. Le canon pali prétend qu'on ne lui connaissait pas d'ennemis.
Il est considéré par le courant chan (aussi appelé son (Corée)/thiền (Vietnam)/zen (Japon)) comme son troisième patriarche après Shakyamuni et Mahakashyapa (Mahakassapa).
Comme pour tous les compagnons de Siddhartha Gautama, les informations le concernant sont parfois contradictoires et sujettes à caution, particulièrement celles tirées des Jatakas, clairement légendaires.
Divers historiens actuels, parmi de nombreuses chronologies, datent les événements : 563 av. J.-C. le Bouddha et  Ananda naissent la même année, -526 Ananda est moine, -508 il est le serviteur personnel (upasthâyaka) du Bouddha, -482 il est arhant (méritant) et il récite les sutra (sermons) du Bouddha lors du premier concile bouddhique.
Ananda est né le jour de l'éveil du Bouddha, c'est la raison pour laquelle il fut nommé Ananda qui signifie « la joie », il était plus jeune de trente ans que le Bouddha qu'il servait pendant 27 ans. 

## Jeunesse
La légende prétend qu’il descendait de Tushita comme Siddhartha Gautama et naquit le même jour que lui. Son père était Amitodana, frère de Shuddhodana ; il avait pour frères Mahānāma et Anuruddha. Une autre source prétend qu’il était fils de Suklodana et frère de Devadatta et Upadhāna. Le nom de sa mère était Mṛgī.
Il entra dans les ordres la deuxième année de prêche du Bouddha, en même temps que de nombreux jeunes gens du clan Sakya. Il fut ordonné par Gautama lui-même et son upajjhāya (guide pour la vie monastique) était Belatthasīsa. Il atteignit bientôt le grade de sotāpanna.
Après avoir eu pendant vingt ans comme assistants différents moines à tour de rôle, le Bouddha déclara devant l'assemblée qu’il avait résolu de choisir un assistant permanent. De nombreuses candidatures s’élevèrent, mais aucune ne reçut sa faveur. Il s’adressa alors à Ananda et lui demanda pourquoi il ne s'était pas manifesté. Celui-ci répondit  qu’il était intéressé, mais uniquement à huit conditions, qui peuvent être regroupées en trois grands points : son cousin ne devait jamais lui remettre de cadeau ni le faire bénéficier d’un avantage qui ferait croire qu’il avait brigué le poste pour cette raison ; il devait lui déléguer plein droit pour accepter des invitations à sa place et lui amener des visiteurs venus de loin ; il devait répondre à toutes ses questions et lui répéter tous les enseignements qu’il avait prodigués en son absence. Gautama accepta.

## Assistant du Bouddha

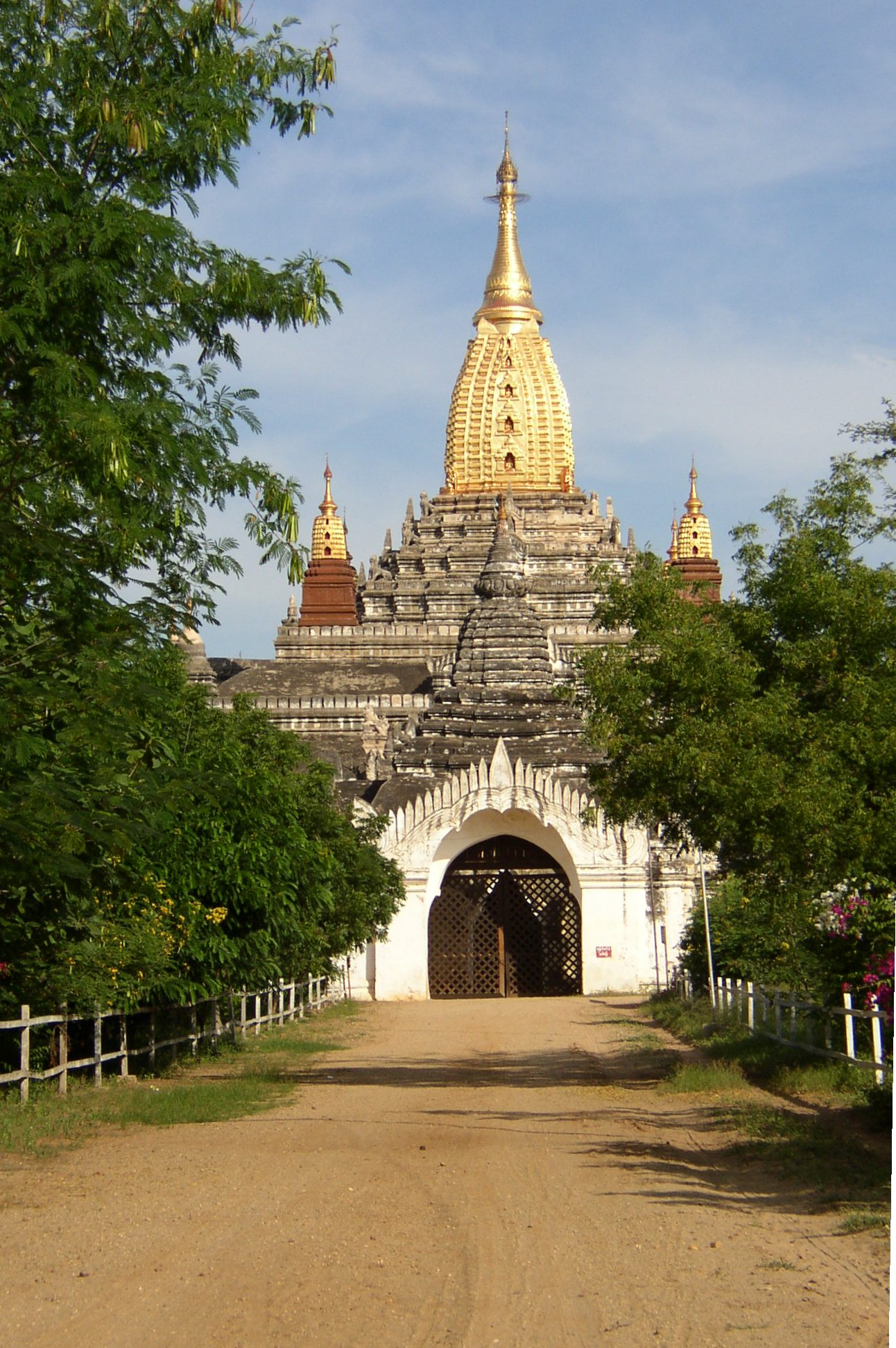
Entrée du temple de l'Ananda à Bagan (Birmanie).

Ananda prenait son rôle à cœur et était très attentif aux changements de ton ou d’apparence de son maître, tombant parfois malade avec lui par empathie.  
Il s’interposa pour lui sauver la vie lorsque son frère Devadatta voulut lancer contre lui un éléphant îvre. 
Les moines et laïques lui faisaient confiance et venaient souvent lui demander des conseils, ou des précisions sur les prêches du Bouddha. Ananda reprenait ou poursuivait alors le prêche, approuvé et encouragé par Gautama. Il prêchait aussi parfois de sa propre initiative. Buddhaghosa a laissé une liste de discours qui lui sont attribués : Sekha, Bāhitiya, Anañjasappāya, Gopaka-Moggallāna, Bahudhātuka, Cūlasuññata, Mahāsuññata, Acchariyabbhuta, Bhaddekaratta, Mahānidā-na, Mahāparinibbāna, Subha et Cūlaniyalokadhātu ainsi que plusieurs échanges avec les autres moines.
Dans son rôle d’intermédiaire il faisait preuve de diplomatie et de gentillesse. Afin de ne pas décevoir les visiteurs qui souhaitaient laisser des offrandes lorsque le Bouddha était absent, sur les conseils de celui-ci, il fit rapporter un fruit de l'arbre de la bodhi. Il fit pousser à partir d'une graine une Ananda-bodhi devant lequel les pèlerins pouvaient laisser leurs guirlandes de fleurs. Il est particulièrement connu pour s’être fait l’avocat des femmes menées par Mahaprajapati Gautami que beaucoup, y compris le Bouddha lui-même, ne souhaitaient accepter dans le sangha. C'est lui qui aurait rappelé à son cousin que leurs capacités spirituelles n’étaient pas inférieures à celles des hommes. Il aurait à une autre occasion questionné le bien-fondé de les tenir écartées des assemblées judiciaires et de certains métiers, et de leur refuser les bénéfices complets de leurs efforts religieux. C’est pourtant la « folie féminine » qu’il invoque pour calmer Mahakassapa, autre disciple proche du Bouddha, lorsque ce dernier se fait (une fois de plus) rembarrer par des nonnes à qui il était venu prêcher. Elles le comparent défavorablement à Ananda, qui est aussi le prêcheur préféré des dames de la cour. Ce favoritisme mutuel lui vaudra des reproches lors du premier concile.   
Ananda entretenait en fait d’excellents rapports avec Mahakassapa, qui se montra son principal soutien lors du premier concile, et aussi avec Sariputta dont il composa l’eulogie. Moggallāna, Anuruddha et Kankhā Revata étaient aussi au nombre de ses amis.
Le Bouddha lui adressa publiquement des éloges devant l’assemblée des moines à Jetavana, le déclarant premier dans les domaines de l’érudition, du comportement, de la mémoire, de la détermination et de l’attention. Peu avant le parinirvana il ajoutera qu’Ananda choisissait toujours le bon moment pour lui amener les visiteurs, et qu’il méritait bien son nom, sachant rendre heureux tous ceux qui venaient le trouver.
Lorsqu’il commença à distinguer dans l’aspect physique de son maître des signes de sa fin proche, Ananda lui fit part de son inquiétude. Le Bouddha aurait alors répliqué qu’il lui avait signalé un jour, par allusion, qu’il pourrait à sa requête vivre un kalpa entier, mais qu'il avait manqué d’intuition et laissé passer l’occasion.
Au début du neuvième chapitre du Sūtra du Lotus, Ānanda et Rāhula sont convaincus qu’il serait merveilleux de recevoir une prophétie d’illumination. Ils l’expriment respectueusement au Bouddha, suivis de deux mille personnes parmi les disciples auditeurs, tant novices que confirmés, qui réitèrent ce vœu. Le Bouddha annonce aux moines qu’Ananda, en tant que gardien de la Loi parviendra à l’illumination correcte et deviendra un bouddha sous le nom de Sāgaravaradharabuddhivikrīḍitābhijña dont la « durée de vie sera incommensurable, en raison de sa compassion envers les êtres vivants ». À la grande assemblée réunie, Shakyamuni explique qu’Ananda et lui avaient résolu au même moment de parvenir à l’anuttara-samyak-sambodhi. Lui-même, redoublant d’effort, est parvenu à l’illumination et Ananda, heureux de ses vastes connaissances, garde et gardera les resserres du Dharma.
Il était bien sûr près du Bouddha à sa mort et se chargea d’organiser les funérailles.

## Premier concile
Peu après, un concile fut convoqué pour fixer la mémoire des enseignements du maître. La plupart des participants jugeaient la présence d’Ananda indispensable, mais il n’avait pas encore atteint l’état d’arahant, condition nécessaire, peut-être parce que sa fonction l’avait empêché de consacrer autant de temps à cette entreprise que ses collègues. Encouragé par Mahakassapa, il se mit au travail d’arrache-pied et atteint l’état souhaité au milieu d’un bois près de Kosala dans un état de total épuisement, alors qu’il s'effondrait à terre. Cette légende le fait connaitre comme « celui qui n’a atteint l’état d'arahant dans aucune des quatre positions prescrites ». On prétend qu’il fit son entrée au concile in extremis, traversant les airs ou surgissant de terre sous les cris de joie de Mahakassapa, et fut mis immédiatement au travail. Heureusement, il avait dit-on une mémoire phénoménale et parlait huit fois plus vite qu’une personne ordinaire. Il aurait mémorisé 82 000 sujets d’enseignement provenant du Bouddha et 2 000 provenant d’autres moines. 
Malgré sa contribution, Ananda dut subir des reproches concernant les femmes, la longévité du Bouddha, le fait qu’il ait oublié de demander quelles règles sont plus importantes que les autres, et aussi pour avoir un jour marché par inadvertance sur un vêtement de Gautama et être lui-même sorti une fois dans une tenue non réglementaire. Il s'en excusa pour que le concile s'achève dans l'harmonie.

## Parinirvana
Le canon pali n’a gardé aucune trace de ses derniers instants mais prétend qu’il mourut à cent-vingt ans. Il existe une légende rapportée par le moine chinois Faxian : Sentant sa fin proche, Ananda se mit en route pour Vaisali avec l’intention d’y atteindre le parinirvana. Ajātasattu, roi de Magadha le suivit avec une nombreuse escorte pour avoir l’honneur de lui tenir compagnie jusqu’à la rivière Rohini, mais le roi de Vaisali l’attendait sur l’autre rive. Ne voulant vexer personne, il entra dans la rivière et son corps disparut en flammes au beau milieu. Ses restes se divisèrent naturellement en deux et chacun eut des reliques pour lesquelles ils bâtirent un cetiya.

## Vies antérieures
La tradition bouddhiste considère que les destins religieux exceptionnels demandent plusieurs vies de pratique et d’accumulation de perfections (parami), et aussi d’avoir exprimé le vœu de devenir arahant, dont la réalisation future est garantie par le bouddha de l’ère en cours. Comme beaucoup d’autres personnes de l’entourage de Gautama, c’est à l’ère du bouddha Padumuttara, alors qu’il était Sumana, fils du roi Ananda de Hamsavatī, qu’il fit, impressionné par le dévouement de l’assistant de Padumuttara, le vœu d'avoir un jour une situation semblable à la sienne. Ses renaissances relatées dans les Jatakas (recueils de récits de la vie de Gautama) sont très nombreuses. L’Apadāna prétend qu’il fut avant Gautama cinquante-huit fois roi sur terre et trente-quatre fois roi dans les cieux.

### Ouvrage
- Sylvie Servan-Schreiber et Marc Albert (trad. du chinois), Le Sûtra du Lotus 妙法蓮華経, Paris, Les Indes savantes,‎ 2007, 323 p. (ISBN 978-2-84654-180-0). .
- Vincent Eltschinger et Isabelle Ratié, Qu'est-ce que la philosophie indienne ?, Paris, Gallimard, coll. « Folio Essais (inédit) », 2023, 558 p. (ISBN 978-2-072-71173-2), passim (v. Index)